# Moisés Ribeiro
Moisés Ribeiro Santos (ur. 3 marca 1991 w Salvador) – brazylijski piłkarz występujący na pozycji pomocnika.

## Kariera piłkarska
Od 2011 roku występował w Corinthians Paulista, Olaria, Bragantino, Boa Esporte, Mogi Mirim, Linense, Sampaio Corrêa, Avispa Fukuoka i Chapecoense.